# The Girl with the Dragon Tattoo
The Girl with the Dragon Tattoo er en engelsksproget thrillerfilm instrueret af David Fincher. Manuskriptet er skrevet af Steven Zaillian og er baseret på Stieg Larssons roman Mænd der hader kvinder. Filmen har Daniel Craig og Rooney Mara i hovedrollerne, og handler om en mands mission om at finde en pige, der har været forsvundet i 40 år, og som måske er blevet myrdet. Filmen var nomineret til fem Oscars ved Oscaruddelingen 2012.

## Medvirkende (i udvalg)
- Daniel Craig som Mikael Blomkvist
- Josefin Asplund som Pernilla Blomkvist
- Rooney Mara som Lisbeth Salander
- Stellan Skarsgård som Martin Vanger
- Christopher Plummer som Henrik Vanger
- Per Myrberg som Harald Vanger
- Steven Berkoff som Dirch Frode
- Robin Wright som Erika Berger
- Goran Višnjić som Dragan Armansky
- Donald Sumpter som Morell
- Alan Dale som Isaksson
- Ulf Friberg som Hans-Erik Wennerström
- Fredrik Dolk som Bertil Camnermarker
- Joel Kinnaman som Christer Malm

## Produktion
I starten af 2010 begyndte produceren Scott Rudin at udvikle projektet under Columbia Pictures, selvom Paramount Pictures havde planer om at filmatiserer i september 2008, da Alfred A. Knopf udgav romanen i USA. Paramount ville kalde filmen The Girl with the Tribal Tattoo for at tilpasse den det amerikanske publikum.
I april 2010 blev Fincher tilknyttet som instruktør. Optagelserne begyndte i Stockholm i september 2010. De fleste optagelser fandt sted i det centrale Stockholm, hvor hovedparten af historien foregår. Jeff Cronenweth erstattede den oprindelige fotograf Frederik Bäckar efter otte uger. I maj 2011 blev MGM medfinanciør og lagde 20% af filmens budget, og fik internationale tv-rettigheder. Soundtracket blev lavet af Trent Reznor og Atticus Ross, der tidligere havde samarbejdet med Fincher på filmen The Social Network.

## Modtagelse
Filmen modtog overvejende positive anmeldelser. Robert Ebert fra Chicago Sun-Times gav filmen 3½ stjerne ud af 4, og roste især Rooney Maras præstation. "Det har været fascinerende med den magre, voldsomme Salander, der trækker mig ind til 'pigefilm'. Vi ved, at der er sket forfærdelige ting med hende tidligere i livet, der forklarer hendes vrede og isolation." Owen Gleiberman fra Entertainment Weekly skrev at "Fincher har gjort 'The Girl with the Dragon Tattoo' til en elektrificerende film, der gør publikum afhængige af det forbudte på udkig efter de syge og forskruede ting vi ikke kan se." Han gav filmen topkarakter, og roste Finchers arbejde som instruktør. Kim Skotte fra Politiken gav filmen 4 ud af 6 stjerner, og sagde at filmen "er flot, men uden de helt store overraskelser" med henvisning til, at publikum i Danmark allerede kender den svenske filmatisering, og at der ikke er stor forskel på de to. BTs anmelder Henning Høegh mente dog at filmen var "bedre end originalen" og gav filmen fuldt hus med 6 stjerner.
Filmen har dog også modtaget negativ kritik. Kyle Smith skrev i New York Post at filmen var dårlig og skrev at den "blot demonstrere at masserne vil glædes ved en upåvirkende, dårlig skrevet, psykologisk overfladisk og dyb usandsynlig historie, så længe du giver dem mulighed for at føle sig helliggjort ved lejlighedsvise, meningsløse henvisninger til feminisme eller nazister." Niels Arden Oplev, der var instruktør på den svenske version af filmen, er blevet citeret for at sige "hvorfor vil man genskabe noget når man bare kan se originalen?"